# Episkopi (dystrykt Pafos)
Episkopi (gr. Επισκοπή) – wieś w Republice Cypryjskiej, w dystrykcie Pafos. W 2011 roku liczyła 220 mieszkańców.